# Convocazioni al campionato europeo maschile di pallavolo 2011
Elenco dei giocatori convocati per il campionato europeo 2011.

## Austria
| N° | Nome               | Ruolo | Data di nascita  | Squadra                |
| -- | ------------------ | ----- | ---------------- | ---------------------- |
| -  | Michael Warm       | All   | -                | -                      |
| 1  | Philipp Kroiss     | L     | 2 marzo 1988     | Vienna hotVolleys      |
| 2  | Philip Schneider   | S     | 23 dicembre 1981 | Montpellier            |
| 4  | Oliver Binder      | P     | 10 marzo 1989    | Vienna hotVolleys      |
| 5  | Daniel Gavan       | C     | 8 maggio 1977    | Tirol                  |
| 6  | Frederick Laure    | L     | 26 luglio 1982   | Tirol                  |
| 7  | Michael Laimer     | O     | 15 luglio 1985   | Vienna hotVolleys      |
| 8  | Philip Ichovski    | C     | 12 dicembre 1991 | Amstetten              |
| 9  | Thomas Zass        | O     | 27 novembre 1989 | Amstetten              |
| 10 | Matthias Kienbauer | S     | 16 maggio 1983   | Raiffeisen Waldviertel |
| 11 | Marcus Guttmann    | S     | 9 luglio 1991    | Amstetten              |
| 13 | Gerald Reiser      | C     | 2 giugno 1980    | Aich/Dob               |
| 15 | Simon Frühbauer    | S     | 19 ottobre 1988  | Vienna hotVolleys      |
| 18 | Lukas Weber        | P     | 13 febbraio 1987 | Tirol                  |
| 19 | Lorenz Koraimann   | S     | 7 maggio 1993    | Vienna hotVolleys      |

## Belgio
| N° | Nome                | Ruolo | Data di nascita  | Squadra               |
| -- | ------------------- | ----- | ---------------- | --------------------- |
| -  | Claudio Gewehr      | All   | -                | -                     |
| 1  | Bram Van den Dries  | S/O   | 14 agosto 1989   | Umbria                |
| 2  | Yves Kruyner        | P     | 10 maggio 1990   | Cannes                |
| 3  | Sam Deroo           | S     | 29 aprile 1992   | Roeselare             |
| 4  | Pieter Coolman      | C     | 24 aprile 1989   | Menen                 |
| 5  | Frank Depestele     | P     | 3 settembre 1977 | Roeselare             |
| 6  | Stijn Dejonckheere  | L     | 21 gennaio 1988  | Menen                 |
| 7  | Kévin Klinkenberg   | S     | 4 ottobre 1990   | Maaseik               |
| 8  | Gertjan Claes       | S     | 30 marzo 1985    | Asse-Lennik           |
| 9  | Pieter Verhees      | C     | 8 dicembre 1989  | Asse-Lennik           |
| 11 | Mathjis Verhanneman | S     | 8 dicembre 1988  | Roeselare             |
| 12 | Gert van Walle      | S/O   | 7 agosto 1987    | Lube                  |
| 18 | Matias Raymaekers   | C     | 11 maggio 1982   | Lokomotiv Novosibirsk |

## Bulgaria
| N° | Nome               | Ruolo | Data di nascita   | Squadra             |
| -- | ------------------ | ----- | ----------------- | ------------------- |
| -  | Radostin Stojčev   | All   | 25 settembre 1969 | Trentino            |
| 1  | Georgi Bratoev     | P     | 21 ottobre 1987   | Tjumen              |
| 2  | Hristo Tsvetanov   | C     | 29 marzo 1978     | Lokomotiv-Izumrud   |
| 3  | Andrej Žekov       | P     | 12 marzo 1980     | Patrōn              |
| 4  | Vadislav Ivanov    | L     | 14 marzo 1987     | Maaseik             |
| 6  | Matej Kazijski     | S     | 23 settembre 1984 | Trentino            |
| 7  | Todor Skrimov      | S     | 9 gennaio 1990    | Paris               |
| 9  | Metodi Ananiev     | S     | 17 febbraio 1986  | Callipo             |
| 11 | Vladimir Nikolov   | S/O   | 3 ottobre 1977    | Piemonte            |
| 12 | Viktor Josifov     | C     | 16 ottobre 1985   | M. Roma             |
| 13 | Martin Bozhilov    | L     | 11 aprile 1988    | Marek Junion-Ivkoni |
| 14 | Teodor Todorov     | C     | 1º settembre 1989 | CSKA Sofia          |
| 15 | Todor Aleksiev     | S     | 21 aprile 1983    | İstanbul BB         |
| 16 | Kostadin Gadzhanov | C     | 18 marzo 1986     | Pirin               |
| 19 | Cvetan Sokolov     | S/O   | 31 dicembre 1989  | Trentino            |

## Estonia
| N° | Nome              | Ruolo | Data di nascita  | Squadra          |
| -- | ----------------- | ----- | ---------------- | ---------------- |
| -  | Avo Keel          | All   | -                | -                |
| 1  | Raimo Pajusalu    | C     | 1º febbraio 1981 | Rennes           |
| 2  | Martti Keel       | P     | 30 gennaio 1992  | Audentese        |
| 3  | Keith Pupart      | S     | 19 marzo 1985    | Rennes           |
| 4  | Ardo Kreek        | C     | 7 agosto 1986    | AZS-AWF Varsavia |
| 5  | Kert Toobal       | P     | 3 giugno 1979    | AZS Olsztyn      |
| 6  | Sten Esna         | L     | 24 agosto 1982   | -                |
| 7  | Argo Meresaar     | S/O   | 13 gennaio 1980  | Audentese        |
| 8  | Meelis Kivisild   | C     | 28 luglio 1990   | Audentese        |
| 10 | Asko Esna         | L     | 1º maggio 1986   | Audentese        |
| 11 | Oliver Venno      | S/O   | 23 maggio 1990   | Friedrichshafen  |
| 12 | Janis Sirelpuu    | C     | 14 agosto 1977   | -                |
| 16 | Eerik Jago        | S     | 29 dicembre 1980 | Tirol            |
| 17 | Martti Rosenblatt | S     | 29 dicembre 1987 | Audentese        |
| 18 | Jaanus Nõmmsalu   | S     | 19 gennaio 1981  | Pärnu            |

## Finlandia
| N° | Nome              | Ruolo | Data di nascita   | Squadra               |
| -- | ----------------- | ----- | ----------------- | --------------------- |
| -  | Daniel Castellani | All   | 21 marzo 1961     | -                     |
| 2  | Eemi Tervaportti  | P     | 26 luglio 1989    | Avignon               |
| 3  | Mikko Esko        | P     | 3 settembre 1978  | Modena                |
| 5  | Antti Siltala     | S     | 14 marzo 1984     | Łuczniczka Bydgoszcz  |
| 6  | Tuomas Sammelvuo  | S     | 16 febbraio 1976  | Lokomotiv Novosibirsk |
| 7  | Matti Hietanen    | S     | 3 gennaio 1983    | Sir Safety Perugia    |
| 8  | Jari Tuominen     | S     | 24 settembre 1986 | Chaumont              |
| 10 | Urpo Sivula       | S     | 15 marzo 1988     | Cavriago              |
| 11 | Jesse Mäntylä     | L     | 22 novembre 1987  | Salon Piivolley       |
| 12 | Olli Kunnari      | S     | 2 febbraio 1982   | İstanbul BB           |
| 13 | Mikko Oivanen     | S/O   | 26 maggio 1986    | İstanbul BB           |
| 14 | Konstantin Shumov | C     | 15 febbraio 1985  | Gabeca                |
| 15 | Matti Oivanen     | C     | 26 maggio 1986    | Forlì                 |
| 18 | Jukka Lehtonen    | C     | 22 febbraio 1982  | Gazélec Ajaccio       |
| 19 | Pasi Hyvärinen    | L     | 22 novembre 1987  | Gazélec Ajaccio       |

## Francia
| N° | Nome                    | Ruolo | Data di nascita  | Squadra        |
| -- | ----------------------- | ----- | ---------------- | -------------- |
| -  | Philippe Blain          | All   | 20 maggio 1960   | -              |
| 1  | José Trèfle             | C     | 16 gennaio 1980  | Rennes         |
| 2  | Jenia Grebennikov       | L     | 13 agosto 1990   | Rennes         |
| 3  | Gérald Hardy-Dessources | C     | 9 febbraio 1983  | Cannes         |
| 4  | Antonin Rouzier         | S/O   | 18 agosto 1986   | Stade Poitevin |
| 5  | Romain Vadeleux         | C     | 12 febbraio 1983 | Lube           |
| 6  | Benjamin Toniutti       | P     | 30 ottobre 1989  | Arago de Sète  |
| 7  | Nicolas Maréchal        | S     | 4 marzo 1987     | Stade Poitevin |
| 8  | Marien Moreau           | S/O   | 25 ottobre 1983  | Cannes         |
| 11 | Julien Lyneel           | S     | 15 aprile 1990   | Montpellier    |
| 12 | Earvin N'Gapeth         | S     | 12 febbraio 1991 | Tours          |
| 13 | Pierre Pujol            | P     | 13 luglio 1984   | Treviso        |
| 15 | Samuel Tuia             | S     | 24 luglio 1986   | AZS Olsztyn    |
| 17 | Franck Lafitte          | C     | 8 marzo 1989     | Montpellier    |
| 18 | Jean-François Exiga     | L     | 9 marzo 1982     | Gabeca         |

## Germania
| N° | Nome               | Ruolo | Data di nascita  | Squadra         |
| -- | ------------------ | ----- | ---------------- | --------------- |
| -  | Raúl Lozano        | All   | 3 maggio 1956    | -               |
| 1  | Marcus Popp        | S     | 23 novembre 1981 | Piacenza        |
| 2  | Markus Steuerwald  | L     | 7 marzo 1989     | Paris           |
| 3  | Sebastian Schwarz  | S     | 2 ottobre 1985   | Umbria          |
| 5  | Björn Andrae       | S     | 14 maggio 1981   | Kuzbass         |
| 6  | Denys Kaliberda    | S     | 24 giugno 1990   | Unterhaching    |
| 7  | György Grozer      | S/O   | 27 novembre 1984 | Asseco Resovia  |
| 8  | Marcus Böhme       | C     | 25 agosto 1985   | Friedrichshafen |
| 9  | Stefan Hübner      | C     | 13 giugno 1975   | Dürener         |
| 10 | Jochen Schöps      | S/O   | 8 ottobre 1983   | Iskra Odincovo  |
| 11 | Lukas Kampa        | P     | 29 novembre 1986 | Bottrop 90      |
| 12 | Ferdinand Tille    | L     | 8 dicembre 1988  | Unterhaching    |
| 14 | Robert Kromm       | S     | 9 marzo 1984     | Ural            |
| 15 | Max Günthör        | C     | 9 agosto 1985    | Unterhaching    |
| 17 | Patrick Steuerwald | P     | 3 marzo 1986     | Umbria          |

## Italia
| N° | Nome               | Ruolo | Data di nascita   | Squadra           |
| -- | ------------------ | ----- | ----------------- | ----------------- |
| -  | Mauro Berruto      | All   | 8 maggio 1969     | -                 |
| 1  | Luigi Mastrangelo  | C     | 17 agosto 1975    | Piemonte          |
| 3  | Simone Parodi      | S     | 16 giugno 1986    | Piemonte          |
| 4  | Andrea Bari        | L     | 5 marzo 1980      | Trentino          |
| 6  | Rocco Barone       | C     | 14 dicembre 1987  | Callipo           |
| 7  | Michał Łasko       | S/O   | 11 marzo 1981     | BluVolley Verona  |
| 8  | Gabriele Maruotti  | S     | 25 marzo 1988     | M. Roma           |
| 9  | Ivan Zaytsev       | S     | 2 ottobre 1988    | M. Roma           |
| 10 | Dante Boninfante   | P     | 7 marzo 1977      | Treviso           |
| 11 | Cristian Savani    | S     | 22 febbraio 1982  | Lube              |
| 12 | Simone Buti        | C     | 19 settembre 1983 | Gabeca            |
| 13 | Dragan Travica     | P     | 28 agosto 1986    | Gabeca            |
| 14 | Andrea Giovi       | L     | 19 agosto 1983    | Umbria            |
| 15 | Emanuele Birarelli | C     | 8 febbraio 1981   | Trentino          |
| 18 | Giulio Sabbi       | S/O   | 10 agosto 1989    | La Fenice Isernia |

## Polonia
| N° | Nome               | Ruolo | Data di nascita  | Squadra          |
| -- | ------------------ | ----- | ---------------- | ---------------- |
| -  | Andrea Anastasi    | All   | 8 ottobre 1960   | -                |
| 1  | Piotr Nowakowski   | C     | 18 dicembre 1987 | AZS Częstochowa  |
| 2  | Paweł Zatorski     | L     | 21 giugno 1990   | Skra Bełchatów   |
| 3  | Piotr Gruszka      | S/O   | 8 marzo 1977     | Halkbank         |
| 4  | Grzegorz Kosok     | C     | 2 marzo 1986     | Asseco Resovia   |
| 5  | Karol Kłos         | C     | 8 agosto 1989    | Skra Bełchatów   |
| 6  | Bartosz Kurek      | S     | 29 agosto 1988   | Skra Bełchatów   |
| 7  | Jakub Jarosz       | S/O   | 10 febbraio 1987 | ZAKSA            |
| 10 | Mateusz Mika       | S     | 21 gennaio 1991  | Asseco Resovia   |
| 11 | Fabian Drzyzga     | P     | 3 gennaio 1990   | AZS Częstochowa  |
| 13 | Michał Kubiak      | S     | 8 luglio 1988    | AZS-AWF Varsavia |
| 14 | Michał Ruciak      | S     | 22 agosto 1983   | ZAKSA            |
| 15 | Łukasz Żygadło     | P     | 2 agosto 1979    | Trentino         |
| 16 | Krzysztof Ignaczak | L     | 15 maggio 1978   | Asseco Resovia   |
| 18 | Marcin Możdżonek   | C     | 9 febbraio 1985  | Skra Bełchatów   |

## Portogallo
| N° | Nome            | Ruolo | Data di nascita   | Squadra           |
| -- | --------------- | ----- | ----------------- | ----------------- |
| -  | Juan Diaz       | All   | -                 | -                 |
| 2  | Carlos Teixeira | L     | 11 marzo 1976     | Stade Poitevin    |
| 3  | Manuel Silva    | S     | 28 dicembre 1973  | Fonte do Bastardo |
| 4  | João Malveiro   | S/O   | 8 dicembre 1979   | Castêlo da Maia   |
| 7  | Ivo Casas       | L     | 21 settembre 1992 | Leixões           |
| 8  | Tiago Violas    | P     | 27 marzo 1989     | Castêlo da Maia   |
| 9  | Carlos Fidalgo  | P     | 16 maggio 1987    | Twente            |
| 12 | João José       | S     | 7 giugno 1978     | Friedrichshafen   |
| 13 | Valdir Sequeira | S     | 22 novembre 1981  | Top Volley Gela   |
| 14 | Flavio Cruz     | S/O   | 28 agosto 1982    | Benfica           |
| 15 | Rui Santos      | C     | 24 marzo 1984     | Fonte do Bastardo |
| 16 | Hugo Gaspar     | S     | 2 settembre 1982  | Benfica           |
| 18 | André Lopes     | S     | 12 settembre 1982 | Stade Poitevin    |

## Rep. Ceca
| N° | Nome            | Ruolo | Data di nascita   | Squadra           |
| -- | --------------- | ----- | ----------------- | ----------------- |
| -  | Jan Svoboda     | All   | -                 | -                 |
| 2  | Jiří Popelka    | S     | 11 maggio 1977    | Top Volley Latina |
| 3  | Radek Mach      | C     | 28 settembre 1984 | České Budějovice  |
| 6  | Petr Konečný    | C     | 16 febbraio 1975  | Tours             |
| 7  | Aleš Holubec    | C     | 13 marzo 1984     | Nantes            |
| 8  | Martin Kryštof  | L     | 11 ottobre 1982   | Charlottenburg    |
| 9  | Ondřej Hudeček  | S     | 9 maggio 1981     | Montpellier       |
| 11 | Michal Hrazdíra | S     | 21 ottobre 1985   | Lupi Santa Croce  |
| 12 | Jakub Veselý    | C     | 2 settembre 1986  | Arago de Sète     |
| 13 | Jiří Bence      | S     | 8 maggio 1985     | Příbram           |
| 14 | Petr Zapletal   | P     | 20 dicembre 1977  | Zlín              |
| 15 | Jan Štokr       | S/O   | 16 gennaio 1983   | Trentino          |
| 16 | Peter Pláteník  | S     | 16 marzo 1981     | Dinamo Krasnodar  |
| 17 | David Konečný   | S/O   | 10 ottobre 1982   | Tours             |
| 18 | Lukáš Ticháček  | P     | 12 gennaio 1982   | Friedrichshafen   |

## Russia
| N° | Nome              | Ruolo | Data di nascita   | Squadra               |
| -- | ----------------- | ----- | ----------------- | --------------------- |
| -  | Vladimir Alekno   | All   | 4 dicembre 1966   | Zenit-Kazan           |
| 1  | Dmitrij Il'inych  | S     | 31 gennaio 1987   | Belogor'e             |
| 2  | Maksim Žigalov    | S/O   | 26 luglio 1989    | Belogor'e             |
| 3  | Nikolaj Apalikov  | C     | 26 agosto 1982    | Zenit-Kazan           |
| 4  | Taras Chtej       | S     | 22 maggio 1982    | Belogor'e             |
| 5  | Sergej Grankin    | P     | 21 gennaio 1985   | Dinamo Mosca          |
| 7  | Evgenij Sivoželez | S     | 6 agosto 1986     | Fakel                 |
| 8  | Denis Birjukov    | S     | 8 dicembre 1988   | Belogor'e             |
| 9  | Aleksandr Sokolov | S     | 1º marzo 1982     | Fakel                 |
| 12 | Aleksander But'ko | P     | 18 marzo 1986     | Lokomotiv Novosibirsk |
| 13 | Dmitrij Muserskij | C     | 19 ottobre 1988   | Belogor'e             |
| 14 | Dmitrij Ščerbinin | C     | 10 settembre 1989 | Dinamo Mosca          |
| 17 | Maksim Michajlov  | S/O   | 19 marzo 1988     | Zenit-Kazan           |
| 18 | Aleksandr Volkov  | C     | 14 febbraio 1985  | Piemonte              |
| 19 | Valery Komarov    | L     | 21 marzo 1980     | Lokomotiv Novosibirsk |

## Serbia
| N° | Nome                    | Ruolo | Data di nascita   | Squadra           |
| -- | ----------------------- | ----- | ----------------- | ----------------- |
| -  | Igor Kolaković          | All   | -                 | -                 |
| 1  | Nikola Kovačević        | S     | 14 febbraio 1983  | Top Volley Latina |
| 2  | Uroš Kovačević          | S     | 3 maggio 1993     | ACH Volley        |
| 5  | Vlado Petković          | P     | 6 gennaio 1983    | ACH Volley        |
| 6  | Miloš Terzić            | S     | 13 giugno 1987    | Stella Rossa      |
| 7  | Dragan Stanković        | C     | 18 ottobre 1985   | Lube              |
| 8  | Filip Vujić             | L     | 17 settembre 1989 | Stella Rossa      |
| 10 | Miloš Nikić             | S     | 31 marzo 1986     | Umbria            |
| 11 | Mihajlo Mitić           | P     | 17 settembre 1990 | Stella Rossa      |
| 12 | Milan Rašić             | C     | 2 febbraio 1985   | ACH Volley        |
| 14 | Ivan Miljković          | S/O   | 13 settembre 1979 | Fenerbahçe        |
| 15 | Saša Starović           | S/O   | 19 ottobre 1988   | Top Volley Latina |
| 16 | Aleksandar Atanasijević | S/O   | 4 settembre 1991  | Partizan          |
| 17 | Marko Podraščanin       | C     | 29 agosto 1987    | Lube              |
| 19 | Nikola Rosić            | L     | 5 agosto 1984     | Friedrichshafen   |

## Slovacchia
| N° | Nome               | Ruolo | Data di nascita  | Squadra              |
| -- | ------------------ | ----- | ---------------- | -------------------- |
| -  | Emanuele Zanini    | All   | 15 aprile 1965   | Umbria               |
| 1  | Milan Bencz        | S/O   | 5 settembre 1987 | M. Roma              |
| 3  | Emanuel Kohút      | C     | 21 luglio 1982   | Top Volley Latina    |
| 6  | Róbert Hupka       | S     | 30 luglio 1982   | Unterhaching         |
| 7  | Peter Michalovič   | S/O   | 26 maggio 1990   | Ostrava              |
| 8  | Martin Sopko       | S     | 30 gennaio 1982  | Łuczniczka Bydgoszcz |
| 9  | Roman Ondrušek     | L     | 6 febbraio 1980  | Dunkerque            |
| 10 | Martin Nemec       | S     | 31 luglio 1984   | Città di Castello    |
| 11 | Branislav Skladaný | P     | 16 novembre 1983 | Unterhaching         |
| 14 | Tomáš Kmeť         | C     | 1º dicembre 1981 | Unterhaching         |
| 15 | Juraj Zaťko        | P     | 5 giugno 1987    | Friedrichshafen      |
| 16 | Richard Nemeč      | C     | 3 maggio 1972    | Team Bratislava      |
| 18 | Lukáš Diviš        | S     | 20 febbraio 1986 | Jastrzębski Węgiel   |

## Slovenia
| N° | Nome             | Ruolo | Data di nascita   | Squadra            |
| -- | ---------------- | ----- | ----------------- | ------------------ |
| -  | Veselin Vuković  | All   | -                 | -                  |
| 1  | Andrej Flajs     | S     | 11 marzo 1983     | ACH Volley         |
| 2  | Alen Pajenk      | C     | 23 aprile 1986    | BluVolley Verona   |
| 3  | Jan Planinc      | S     | 10 febbraio 1990  | Kamnik             |
| 4  | Rok Satler       | P     | 4 aprile 1979     | Triglav Kranj      |
| 5  | Alen Šket        | S/O   | 28 marzo 1988     | ACH Volley         |
| 6  | Mitja Gasparini  | S/O   | 26 giugno 1984    | Jastrzębski Węgiel |
| 7  | Matevž Kamnik    | C     | 24 novembre 1987  | ACH Volley         |
| 8  | Miha Plot        | L     | 11 maggio 1987    | Asse-Lennik        |
| 9  | Dejan Vinčić     | P     | 15 settembre 1986 | ACH Volley         |
| 10 | Davor Čebron     | C     | 24 marzo 1986     | Tirol              |
| 11 | Vid Jakopin      | S     | 2 gennaio 1988    | ACH Volley         |
| 12 | Sebastijan Škorc | L     | 12 febbraio 1974  | Budvanska rivijera |
| 13 | Tine Urnaut      | S/O   | 3 settembre 1988  | ZAKSA              |
| 14 | Dragan Radović   | C     | 29 gennaio 1979   | Maaseik            |

## Turchia
| N° | Nome            | Ruolo | Data di nascita | Squadra     |
| -- | --------------- | ----- | --------------- | ----------- |
| -  | Veljko Bašić    | All   | 3 ottobre 1959  | -           |
| 1  | Selçuk Keskin   | P     | 15 gennaio 1982 | Halkbank    |
| 3  | Ahmet Pezük     | S     | 6 agosto 1987   | Galatasaray |
| 6  | Kemal Kayhan    | C     | 2 gennaio 1983  | Fenerbahçe  |
| 7  | Sinan Cem Tanık | S     | 19 giugno 1980  | Galatasaray |
| 8  | Burutay Subaşı  | S     | 15 luglio 1990  | Arkas       |
| 9  | Serhat Coşkun   | S/O   | 18 luglio 1986  | Halkbank    |
| 10 | Arslan Ekşi     | P     | 17 luglio 1985  | Fenerbahçe  |
| 12 | Halil Yücel     | S     | 17 luglio 1985  | -           |
| 14 | Erhan Dünge     | C     | 4 febbraio 1980 | İstanbul BB |
| 15 | Emre Batur      | C     | 21 aprile 1988  | Fenerbahçe  |
| 17 | Ender Kidoglu   | S     | 10 aprile 1978  | Halkbank    |
| 18 | Ramazan Kılıç   | L     | 31 maggio 1984  | Fenerbahçe  |